# Halvard Olsen
Halvard Olsen, né le 23 janvier 1886 à Kvæfjord et mort le 5 août 1966, est un homme politique norvégien, membre du parti communiste.

## Biographie
Né à Kvæfjord dans le nord de la Norvège, Olsen part vivre à Trondheim, où il est membre du Fagopposisjonen av 1911 (no). En 1918, il devient secrétaire de la Norsk Jern- og Metallarbeiderforbund (no), puis en est président entre 1919 et 1925. Il est vice-président du Parti communiste norvégien (Norges Kommunistlik Parti) et premier titulaire de ce poste. Il est l'un des fondateurs du parti.
Il est par ailleurs président de la Landsorganisasjonen i Norge de 1925 à 1934. Il s'agit alors d'une des périodes les plus turbulentes de l'histoire de cette organisation. Il démissionne à la suite d'un vote de confiance lors d'un congrès de la Landorganisasjonen. Après l'invasion allemande en 1940, Halvard Olsen rejoint à nouveau le Fagopposisjonen et devient petit à petit collaborateur avec les occupants et le Nasjonal Samling (Union Nationale). Entre 1943 et 1945, il est consultant à la Landsorganisasjonen, alors contrôlée par le Nasjonal Samling,.
En 1946, Olsen est condamné à sept ans de travaux forcés ; il est libéré en 1950.